# ケイマーダ・グランデ島
ケイマーダ・グランデ島 (ポルトガル語: Ilha da Queimada Grande、英語: Snake Island) は、ブラジル南部沖の大西洋に浮かぶ無人島。
サンパウロ州ぺルイベ市に属する。小さいながらも環境は多様で、荒地から熱帯雨林まで存在する。近絶滅種のゴールデン・ランスヘッド (Bothrops insularis マムシの一種) が世界で唯一生存する。海面上昇で取り残されたヘビが環境に適応して大量繁殖した結果、一般人が上陸出来ない程危険な島になった。上陸出来るのはブラジル海軍と、チコ・メンデス生物多様性保護機関の研究者のみである。大量の毒蛇が生息していることから異名を「スネークアイランド」と呼ばれている。

## 地理
本土から約33 km離れており、面積は0.43 km2ある。最高点は標高206 mで、気候は安定している。熱帯雨林が0.25 km2を占め、残りは荒地と草原が広がる。気温は8月の18.38℃から3月の27.28℃までとあまり変わらないが、月間降水量は7月の0.2 mmから12月の135.2 mmと大きく変わる。

## 歴史
バナナの大規模栽培をする為に熱帯雨林を破壊した事から、「Queimada」 (ポルトガル語で「焼く」) の名が付いた。1909年に灯台が建設され、この灯台が自動化された際に最後の島民が去った。
1985年、西のケイマーダ・ぺケーナ島と合わせて合計33 haが「ケイマーダ・ぺケーナ島及びケイマーダ・グランデ島環境保護地域」に指定され、研究者と海軍のみが上陸出来るようになった。

## 生物
推計によってはゴールデン・ランスヘッドの密度が1匹/m2に及ぶため、食糧の獲得が困難になっている。島には41種類の鳥が生息するが、この鳥はTroglodytes musculus (ミナミイエミソサザイ) とシラギクタイランチョウの2種類に依存している。前者はヘビを避ける事が出来、後者はヘビと餌場が同じである。かつては43万匹のヘビが居ると考えられていたが、現在の推計では減少している。最初の体系的な研究では2000 - 4000匹が生息し、ほとんどが熱帯雨林に居るとされた。2015年には爬虫両棲類学者がDiscovery Channelで同じ数字を述べた。生息数を考えると、ゴールデン・ランスヘッドは近親交配の危険がある。国際自然保護連合 (IUCN) はこのヘビを近絶滅種と認定し、ブラジルの絶滅危惧種にもなった。少数のDipsas albifrons (無毒性のヘビ) も生息する。